# Kantin
Kantin (av italienska cantina: källare) är en kaffe- och matservering på en arbetsplats. Ordet tycks i svenskan ursprungligen komma från militärt språkbruk. Historiskt var kantin namnet på den plats soldaterna åt (i motsats till mässen där officerarna intog sina måltider).